# Eletrobras
La Centrais Elétricas Brasileiras S.A. o semplicemente Eletrobras (pronuncia portoghese: [eˌlɛtɾoˈbɾas]) è la più grande società elettrica brasiliana, nonché la più grande dell'America Latina, la decima al mondo e la quarta al mondo per energie rinnovabili, fondata nel 1962.
Eletrobras detiene anche partecipazioni in altre diverse società elettriche brasiliane. Genera circa il 40% e trasmette circa il 69% della fornitura di elettrica del Brasile.
La società genera circa 43.000 MW con i suoi impianti idroelettrici.
Il governo federale del Brasile detiene il 52% di Eletrobras, il resto è detenuto da BM&F Bovespa.
È quotata nell'indice Ibovespa, alla Borsa di New York e alla Borsa di Madrid.
La sede è a Brasilia, sebbene gli uffici principali sono a Rio de Janeiro.

## Filiali
- Eletrobras Amazonas GT
- Eletrobras Distribution Roraima
- Eletrobras Distribution Rondônia
- Eletrobras Distribution Piauí
- Eletrobras Distribution Alagoas
- Eletrobras Cepel
- Eletrobras CGTEE
- Eletrobras Chesf
- Eletrobras Distribution Acre
- Eletrobras Eletropar
- Eletrobras Eletronorte
- Eletrobras Eletronuclear
- Eletrobras Eletrosul
- Eletrobras Furnas
- Itaipu Binacional

## Elenco degli amministratori delegati
| Anno d'inizio' | Amministratore delegato           | numero |
| 1962           | Paulo Richer                      | 1º     |
| 1964           | José Varonil de Albuquerque Lima  | 2º     |
| 1964           | Octavio Marcondes Ferraz          | 3º     |
| 1967           | Mario Penna Bhering               | 4º     |
| 1975           | Antonio Carlos Magalhães          | 5º     |
| 1978           | Arnaldo Rodrigues Barbalho        | 6º     |
| 1979           | Maurício Schulman                 | 7º     |
| 1980           | José Costa Cavalcanti             | 8º     |
| 1985           | Mario Penna Bhering               | 9º     |
| 1990           | José Maria Siqueira de Barros     | 10º    |
| 1992           | Eliseu Resende                    | 11º    |
| 1993           | José Luis Alquéres                | 12º    |
| 1995           | Mario Fernando de Melo Santos     | 13º    |
| 1995           | Antônio José Imbassahy da Silva   | 14º    |
| 1996           | Firmino Ferreira Sampaio Neto     | 15º    |
| 2001           | Cláudio Ávila da Silva            | 16º    |
| 2002           | Altino Ventura Filho              | 17º    |
| 2003           | Luiz Pinguelli Rosa               | 18º    |
| 2004           | Silas Rondeau Cavalcanti Silva    | 19º    |
| 2005           | Aloísio Marcos Vasconcelos Novais | 20º    |
| 2006           | Valter Luiz Cardeal de Souza      | 21º    |
| 2008           | José Antonio Muniz Lopes          | 22º    |
| 2011           | José da Costa Carvalho Neto       | 23º    |